# Algonquin
Pour les articles homonymes, voir Algonquin (homonymie).
L’algonquin, aussi appelé Anicinapemiȣin ou Anishinàbemiwin (Anicinàbemowin), est un dialecte de l'ojibwé dans la branche centrale de la famille des langues algonquiennes. Il est parlé par le peuple algonquin principalement du Québec et de l'Ontario. L'algonquin est aussi un dialecte couramment appelé Anishinaabemowin, bien que ce terme se réfère en fait à la langue ojibwée.
Dans les différentes communautés autochtones, l'algonquin est en constant contact avec le français et l'anglais, et seul un quart de la population algonquine le parle encore.
L'algonquin, langue connue pour avoir une morphologie polysynthétique complexe, a plusieurs particularités dont celle d'être une langue qui organise le verbe en une série de quatre classes autour d'une polarité « animé / inanimé » ; les verbes sont transitifs ou intransitifs selon que les cas soient inanimés (table, couteau) ou animés (astres, animaux, arbres). Une autre originalité de cette langue est le marqueur « direct-inverse » qui fait que, suivant la terminaison du verbe, la personne qui l'utilise est soit le sujet ou l'objet de l'action. C'est une explication des linguistes faite seulement au XIXe siècle, car même si des personnes d'origine européenne parlaient la langue et avaient décrit les principes grammaticaux de l'algonquin dès le XVIIe siècle, ils n'avaient pas expliqué les fondements de cette inversion.
Une autre singularité de l'algonquin est sa hiérarchie pronominale où la deuxième personne (tu) exclut la première personne (je) qui à son tour exclut la troisième personne (il, elle, on) [2>1>3] (Exemple : Tu frapper (terminaison A) = tu me frappes / Tu frapper (terminaison B) = je te frappe donc le « tu » l'emporte toujours sur le « je »). De plus, si l'on parle de deux personnes, il existe une hiérarchie entre elles ou une obviation (Joe aime Sandra, Joe étant le sujet principal, on ajoute le suffixe obviatif « -n » à Sandra et un autre au verbe). Les personnes peuvent être localisées en termes de distance (Joe voit Sandra, si Sandra est plus proche que Joe par rapport au sujet qui en parle, un suffixe obviatif va à ce dernier). La hiérarchie pronominale existe dans beaucoup de langues, mais l'algonquin est peut-être la seule langue dans laquelle la deuxième personne est prépondérante.
La coutume veut que le mot « merci » soit dit par celui qui donne et non celui qui reçoit.

## Étymologie

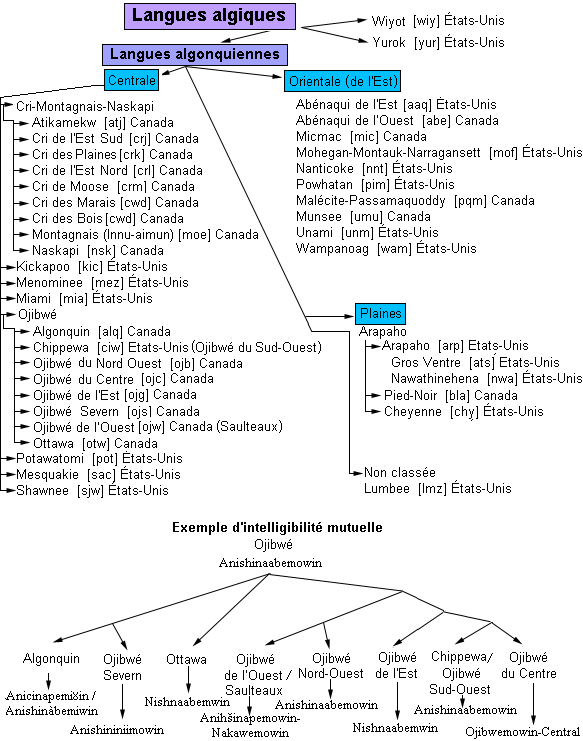
Classification de la langue algonquine et les dialectes Anishinaabemowin basés sur des innovations lexicales et ayant une intelligibilité mutuelle (plutôt que basés sur la morphologie ou la prononciation), selon Evelyn Todd et Richard Rhodes.

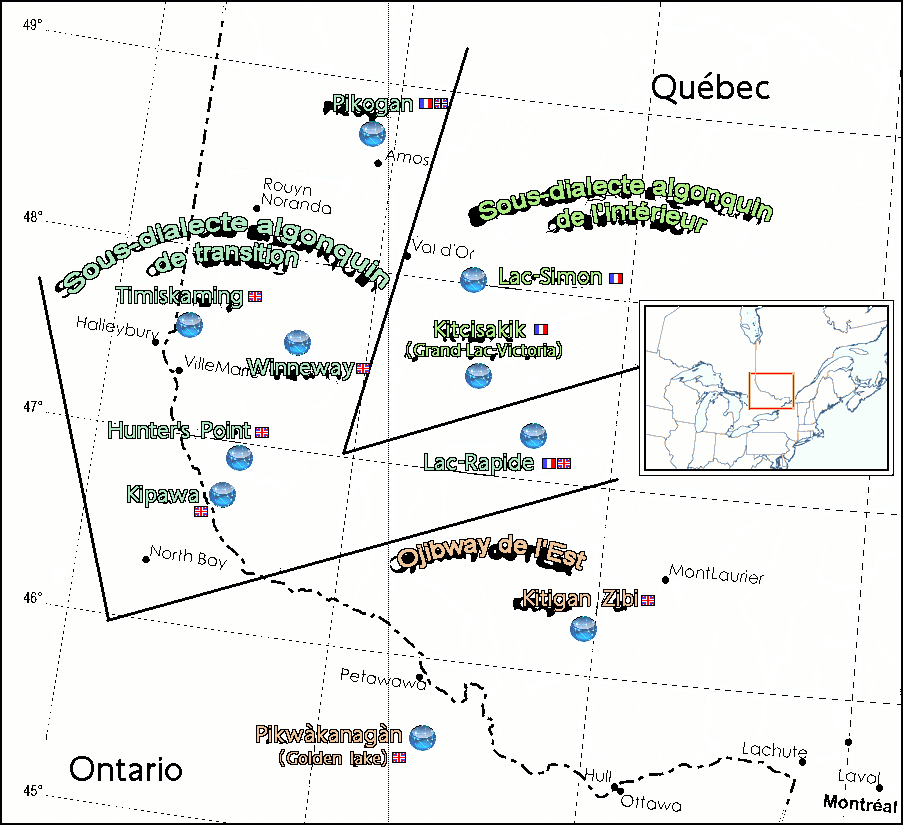
Dialectes et sous-dialectes dans les 10 réserves ou établissements algonquins

Anishinaabe est une antonomase du mot « homme », c'est-à-dire une figure de style par laquelle un nom propre est utilisé comme nom commun. Il y a plusieurs peuples amérindiens qui utilisent le mot « homme » pour se définir, comme les peuples illinois, dakotas, innus, alnambe pour les Abénaquis ou lenapi pour les Lénapes.
Dans le dictionnaire français-algonquin du père oblat Georges Lemoine, Anishinaabe est traduit par « sauvage »  et Anishinaabemowin par « langue des Sauvages » alors que « langue algonquine » est traduit par Omâmiwininimowin. Omâmi winini signifie « peuple de la rivière basse » et mowin signifie « la langue ». Anicinabe(k) signifie « homme(s) » selon Jean André Cuoq .

## Classification et dialectes
L'algonquin (Anicinàbemowin [alq]), ainsi que 7 autres dialectes tels que le chippewa (ojibwé du sud-ouest ou Anishinaabemowin [ciw]), le saulteaux (ojibwé de l'ouest ou Anihšināpēmowin-Nakawēmowin [ojw]), l'ojibwé du nord-ouest (Anishinaabemowin [ojb]), l'ojibwé de l'est (Nishnaabemwin [ojg]), l'ojibwé du centre (Ojibwemowin-Central [ojc]), l'ojibwé severn (Anishininiimowin [ojs]) et l'ottawa (odawa ou Nishnaabemwin [otw]), sont des dialectes de la langue ojibwée (Anishinaabemowin ou ᐊᓂᔑᓈᐯᒧᐎᓐ [oji]), branche centrale des langues algonquiennes et famille des langues algiques. Cette dernière constitue une famille de langues indigènes d'Amérique du Nord. On pense qu'elles descendent toutes du proto-algique, une proto-langue du second ordre reconstruite à partir du proto-algonquin ainsi que des langues wiyot et yurok.
On considère ce dialecte particulièrement divergent de la langue ojibwée, et faisant office de langue transitoire entre les dialectes de l'ojibwé et l'abénaqui. Cependant, bien que les locuteurs s'appellent comme les Ojibwés, des Anicinàbe (« Anishinaabe »), ils ne sont pas identifiés en tant qu'« Ojibwés » et s'appellent plutôt des Odishkwaagamii (ceux de l'extrémité du lac). Parmi les Algonquins, cependant, ceux de Nipissing s'appellent Otickwàgamì (l'orthographe algonquine pour l'ojibwé est l'Odishkwaagamii) et leur langue Otickwàgamìmowin tandis que le reste des communautés algonquine s'appellent Omàmiwininiwak (les hommes de la basse rivière), et la langue Omâmiwininìmowin (discours des hommes de la basse rivière). 
Autre que l'algonquin, des langues, considérées comme des dialectes particulièrement divergents de la langue anishinaabe, incluent le mississauga (souvent appelé « ojibwé oriental ») et l'outaouais (daawaamwin ou nishnaabemwin). La langue potawatomi a été considérée comme un dialecte divergent de la langue anishinaabe, mais maintenant, elle est considérée comme étant une langue à part entière. Culturellement, les Algonquins et les Mississaugas ne faisaient pas partie de l'alliance d'Ojibwe-Odawa-Potawatomi connue sous le nom de conseil des Trois Feux car les liens étaient plus forts avec les Abénaquis, les Attikameks ou les Cris.
Les autres langues « sœurs » sont le pied-noir, le cheyenne, le cri, le fox, le menominee, le potawatomi et le shawnee. Parmi des langues algonquines, seulement les langues orientales de l'algonquin constituent un véritable sous-groupe. 
Particularité au Québec où par exemple, les locuteurs de la réserve de Kitigan Zibi, située dans la Vallée-de-la-Gatineau, limitrophe de la ville de Maniwaki, considèrent leur langue algonquine différente. En effet, linguistiquement c'est un dialecte ojibwé de l'est alors que toutes les autres réserves et établissements algonquins de l'Abitibi-Témiscamingue font partie de la famille de l'algonquin.

## Locuteurs
Selon Statistique Canada, en 2021, l'algonquin est la langue maternelle de 1 190 personnes au Canada, dont l'extrême majorité vit au Québec.
En 2006, 2 020 personnes avaient l'algonquin comme langue maternelle, une première langue apprise dans l'enfance et toujours comprise, et 2 560 personnes avaient une bonne compréhension et connaissance de la langue et pouvaient soutenir une conversation. C'est respectivement une augmentation significative de 10 % et 12 % entre 2001 et 2006 du nombre de locuteurs.
Au Québec en 2001, il y avait 1 510 locuteurs et 1 435 dont c'est la langue maternelle. 
Les statistiques qui étaient donnés en 2006 étaient de 2 275 locuteurs en 1998, 2 425 en 2001 et 2 680 en 2006.
| Statistiques selon la langue parlée (ancien nom)            | Caractéristiques linguistiques de la population ayant une identité autochtone en 2001                                      | Pourcentage de la population ayant une connaissance de l'algonquin |
| ----------------------------------------------------------- | --- | ------------------------------------------------------------------ |
| Réserve indienne de Lac-Simon                               | Sur 995 personnes, 880 algonquin, 100 français, 10 français/anglais et 10 autres                                           | 88,4 %                                                             |
| Établissement amérindien de Kitcisakik (Grand-Lac-Victoria) | Sur 219 personnes, 185 algonquin et 34 français                                                                            | 84,4 %                                                             |
| Réserve indienne de Pikogan (Village-Pikogan)               | Sur 430 personnes, 290 algonquin, 65 français et 65 anglais-français                                                       | 67,4 %                                                             |
| Réserve indienne de Kitigan Zibi (Maniwaki)                 | Sur 1050 personnes, 370 algonquin, 375 anglais, 15 français et 280 anglais-français                                        | 35,2 %                                                             |
| Réserve de Winneway                                         | Sur 154 personnes, 35 algonquin, 110 anglais et 9 anglais-français                                                         | 22,7 %                                                             |
| Réserve indienne de Pikwàkanagàn (Golden Lake)              | Sur 405 personnes, 45 algonquin, 340 anglais et 20 anglais-français En Ontario il y a 65 locuteurs dont 45 dans la réserve | 11,1 %                                                             |
| Réserve indienne de Kebaowek                                | Sur 242 personnes, 20 algonquin, 207 anglais et 15 français                                                                | 8,2 %                                                              |
| Réserve indienne de Timiskaming (Témiscamingue)             | Sur 490 personnes, 30 algonquin, 245 anglais et 215 anglais-français                                                       | 6,1 %                                                              |
| Réserve indienne de Lac-Rapide                              | Sur 218 personnes. Aucune donnée sur le nombre de locuteurs                                                                | ?                                                                  |
| Établissement amérindien de Hunter's Point                  | Sur 5 personnes. Aucune donnée sur le nombre de locuteurs                                                                  | ?                                                                  |

### Place de l'algonquin
Place de l'algonquin dans la famille des langues ojibwées (ojibway en anglais) :
| Langue           | Canada | États-Unis | Total (locuteurs) | Population ethnique totale |
| ---------------- | ------ | ---------- | ----------------- | -------------------------- |
| Algonquin        | 2 680  | 0          | 2 680             | 8 266                      |
| Oji-Cri          | 12 600 | 0          | 12 600            | 12 600                     |
| Ojibway          | 32 460 | 13 838     | 46 298            | 219 711                    |
| Ottawa           | 7 128  | 872        | 8 000             | 60 000                     |
| Potawatomi       | 30     | 998        | 1 028             | 25 000                     |
| Total (Par pays) | 54 898 | 15 708     | 70 606            | 325 577                    |

## Éducation
Nombre d'étudiants scolarisés selon les réserves ou établissements. 
| Réserves       | Nom des écoles                                                                    | École de bande | École provinciale | École privée | École fédérale | Cégep / Université | Total | Population étudiante potentielle âgée entre 5 et 24 ans |
| -------------- | --------------------------------------------------------------------------------- | -------------- | ----------------- | ------------ | -------------- | ------------------ | ----- | ------------------------------------------------------- |
| Hunter's point | Aucune école sur le territoire                                                    | n.d.           | n.d.              | n.d.         | n.d.           | 17                 | n.d.  | 83                                                      |
| Pikogan        | École Migwan                                                                      | 130            | 42                | 0            | 3              | 18                 | 193   | 465                                                     |
| Lac-Rapide     | Rapid Lake School                                                                 | 121            | 48                | 0            | 0              | n.d.               | 169   | 271                                                     |
| Kipawa         | Aucune école sur le territoire                                                    | 1              | 53                | 0            | 0              | 29                 | 83    | 174                                                     |
| Kitcisakik     | une école primaire                                                                | 0              | 145               | 0            | 0              | 4                  | 150   | 191                                                     |
| Kitigan Zibi   | Paginawatig School (préscolaire) Kitigan Zibi School (primaire, secondaire I à V) | 186            | 48                | 0            | 0              | n.d.               | 234   | 705                                                     |
| Lac-Simon      | École Amik-Wiche                                                                  | 421            | 0                 | 0            | 0              | 31                 | 452   | 632                                                     |
| Timiskaming    | Kiwetin School (préscolaire, primaire)                                            | 85             | 101               | 0            | 0              | 67                 | 253   | 462                                                     |
| Winneway       | Amo Ososwan School (préscolaire, primaire, secondaire I à V)                      | 86             | 8                 | 0            | 0              | 32                 | 126   | 275                                                     |
| Pikwàkanagàn   | ?                                                                                 | 70             | n.d.              | n.d.         | n.d.           | n.d.               | n.d.  | 145                                                     |

## Histoire de l'algonquin

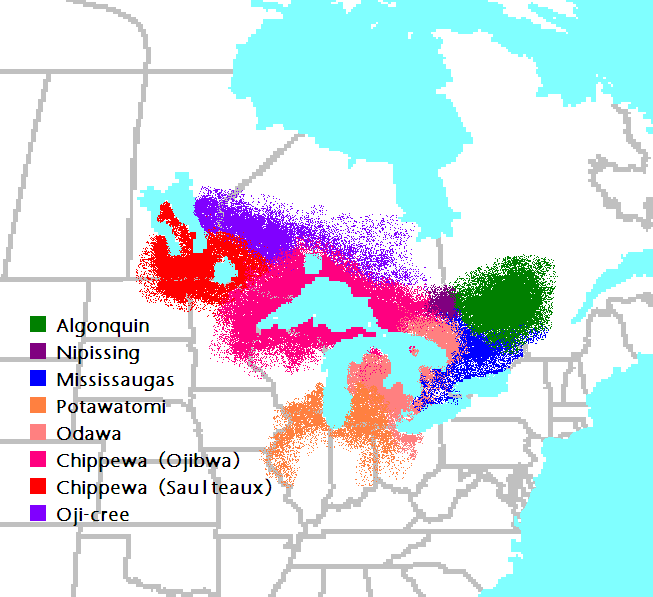
Distribution de lAnishinaabemowin vers 1800

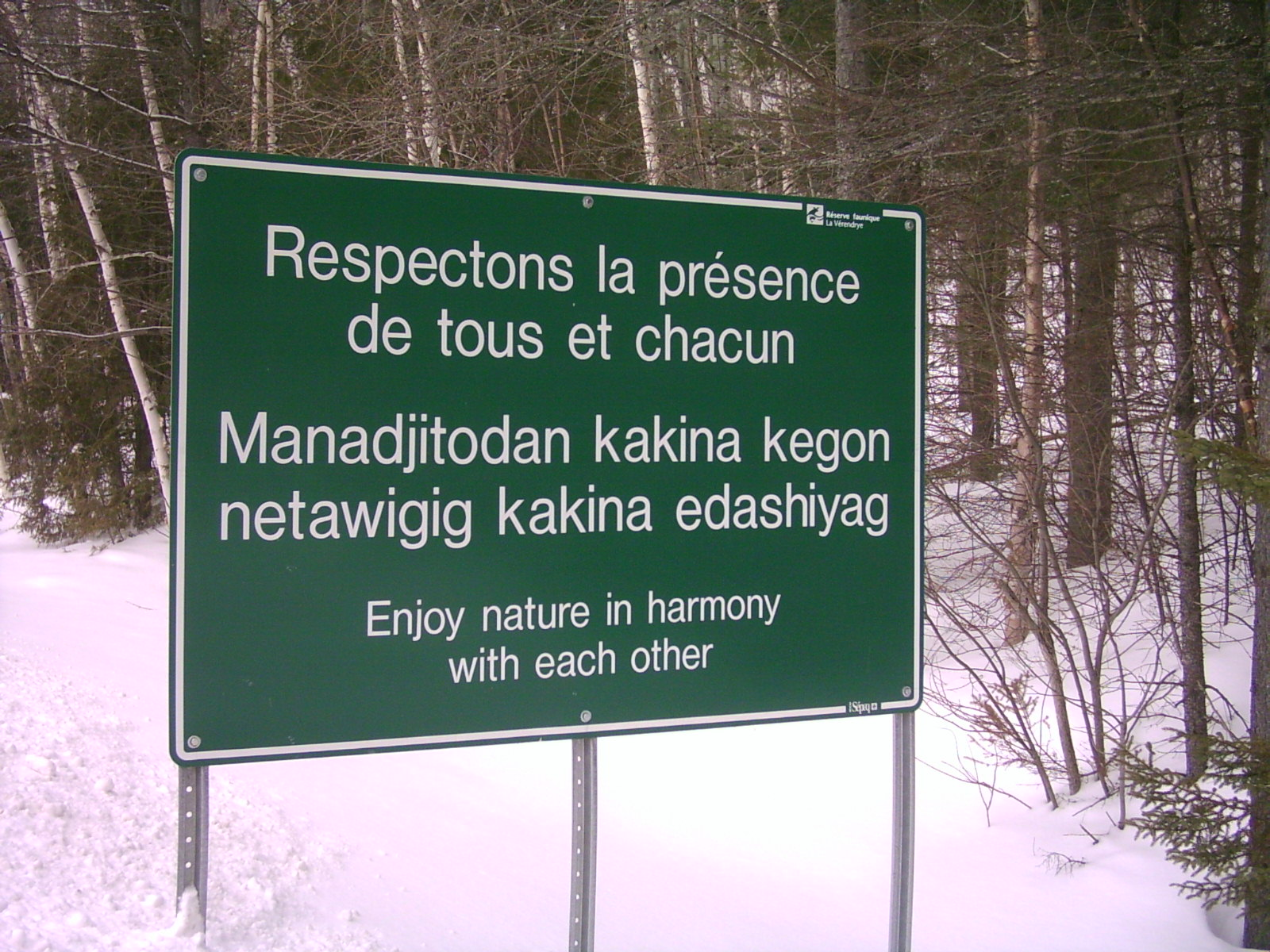
Panneau en langue algonquine dans la réserve faunique La Vérendrye

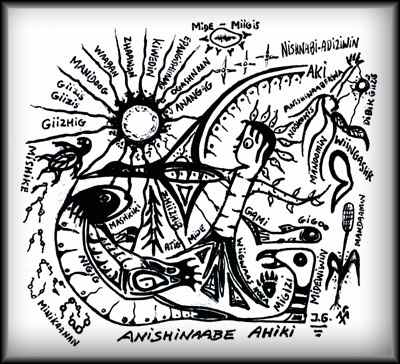
Le cosmos en Anishinaabe

### Hiéroglyphes ojibwés
Peu de choses sont connues en ce qui concerne les hiéroglyphes ojibwés. Similaire à l'écriture hiéroglyphique des Micmacs, il existe des pétroglyphes ou Kinomagewapkong en ojibwé qui signifie « la roche qui enseigne », et des Wiigwaasabak, soit des dessins réalisés sur des écorces de bouleau qui parlent de Midewiwin ou chamanisme.
Dans la négociation de traités avec les Britanniques ou les Français, les signatures des chefs étaient marquées souvent par un simple « X », et, par la suite, ces derniers utilisaient des caractères « hiéroglyphiques » ojibwés représentant entre autres leur Doodem.
Aujourd'hui, les artistes ojibwés intègrent des motifs communément trouvés dans les « hiéroglyphes » ojibwés afin d'inculquer une « fierté autochtone » (Native Pride).
On pense que plusieurs anciens connaissent encore la signification d'un grand nombre de ces hiéroglyphes, mais que leur contenu est considéré comme sacré. Dès lors, très peu d'informations ont été révélées. En Ontario, proche des Algonquins de Pikwàkanagàn, au nord-est de Peterborough se trouve le « Petroglyphs Provincial Park » . Quelque 900 pétroglyphes et d'importantes concentrations de gravures ciselées il y a des centaines d’années s'y trouvent. Il y a entre autres des représentations de tortues, serpents, oiseaux et humains.

## Phonologie
À part quelques exceptions, les caractères algonquins se prononcent comme en français, mais il n'y a pas de lettres quiescentes ou muettes.

### Consonnes
| Lettres | a      | à    | b   | ch   | d    | dj     | e     | è    | g      | h     | i   | ì    | j   |
| API     | [ʌ]    | [ɑː] | [b] | [tʃ] | [d]  | [dʒ]   | [e~ɛ] | [eː] | [g]    | [h~ʔ] | [ɪ] | [iː] | [ʒ] |
| Lettres | k      | m    | n   | o    | ò    | p      | s     | sh   | t      | w/ȣ   | y   | z    |     |
| API     | [kʰ~k] | [m]  | [n] | [ʊ]  | [oː] | [pʰ~p] | [s]   | [ʃ]  | [tʰ~t] | [w]   | [j] | [z]  |     |

Les lettres f, l, q, r, u, v, x ne sont pas utilisées dans l’alphabet algonquin.
Le c se prononce comme un ch français ou un sh anglais
Le 8 ou plutôt ȣ dans l'alphabet algonquin est utilisée pour transcrire la semi-voyelle [w] et a une valeur phonétique équivalente au w anglais (water)
Le g est comme un ghimel hébraïque et comme un gamma grec.
Le n est nasal à la fin d'une syllabe dont le mot n'est pas terminé ou suivi d'une voyelle mais à la fin d'un mot, le n n'est pas nasal.
|           |                | Bilabiale | Alvéolaire | Post-alvéolaire | Vélar  | Glottale |
| --------- | -------------- | --------- | ---------- | --------------- | ------ | -------- |
| Occlusive | Voisement      | b [b]     | d [d]      |                 | g [g]  |          |
| Occlusive | Sans voisement | p [p]     | t [t]      |                 | k [k]  |          |
| Occlusive | aspiration     | p [pʰ]    | t [tʰ]     |                 | k [kʰ] |          |
| Affriquée | voisement      |           |            | dj [d͡ʒ]         |        |          |
| Affriquée | sans voisement |           |            | tc¹ [t͡ʃ]        |        |          |
| Fricative | voisement      |           | z [z]      | j [ʒ]           |        |          |
| Fricative | sans voisement |           | s [s]      | c¹ [ʃ]          |        | h [h]    |
| Nasale    |                | m [m]     | n [n]      |                 |        |          |
| Spirante  |                | w [w]     | y [j]      |                 |        |          |

Cet alphabet a été conçu par les linguistes modernes permet d'exprimer les sons algonquins pour un étudiant qui veut apprendre comment prononcer les mots, et il a été adopté dans plusieurs communautés, comme le Lac Simon. Toutefois, le nombre de consonnes utilisés par les premiers linguistes missionnaires étaient originairement moindre. Cette façon ancienne d'écrire l'algonquin a été préservée par des communautés comme Pikogan. (Voir section Particularités et usage coutumiers ci-dessous.)

### Aspiration et allophonie
Les consonnes p, t et k sont non aspirées quand elles sont prononcées entre deux voyelles ou après un m ou un n. Vous pouvez entendre des consonnes non aspirées en français après la lettre s, tels que le « t » dans stade ou le « k » dans skate. Si vous mettez vos doigts devant la bouche pendant que vous prononcez kate et skate, vous verrez qu'il n'y a aucun souffle d'air car vous prononcez le « k » non aspiré dans skate.
Ainsi kìjig (jour) est prononcé [kʰiːʒɪg], mais anokì kìjig (journée de travail) est prononcé [ʌnokiː kiːʒɪg].
[h] peut-être prononcé comme ceci: [h] ou [ʔ].

### Voyelles
| courtes - a [ʌ] - e [e] or [ɛ] - i [ɪ] - o or u [ʊ] | longues - à (aussi á ou aa) [aː] - è (aussi é ou ee) [eː] - ì (aussi í ou ii) [iː] - ò (aussi ó ou oo) [oː] |

#### Diphtongues

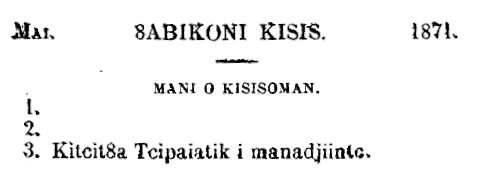
Ce calendrier algonquin de 1871 a "ȣabikoni kisis" qui s'écrit aujourd'hui wàbigonì-gìzis ("mai").

| Lettres | aw   | ay   | ew   | ey   | iw   | ow   |
| API     | [aw] | [aj] | [ew] | [ej] | [iw] | [ow] |

#### Voyelles nasales
L'algonquin a des voyelles nasales, mais il y a des variantes allophoniques (semblables aux voyelles anglaises qui sont parfois nasales avant le m et le n). En algonquin, les voyelles deviennent automatiquement nasales avant nd, ng, nj ou nz. Par exemple, kìgònz est prononcé [kʰiːɡõːz], pas [kʰiːɡoːnz].

#### Accent tonique
L'accent tonique en algonquin est régulier, mais peut poser quelques difficultés. Si on divise chaque mot en pieds ïambiques (un pied composé d’une syllabe brève suivie d’une longue), comptant de longues voyelles (à, è, ì, ò) comme pied entier, alors l'accent tonique est habituellement sur la syllabe forte du tiers du dernier pied, ce qui, dans les mots qui sont cinq syllabes ou moins, en pratique se traduit habituellement à la première syllabe (s'il a une longue voyelle) ou la deuxième syllabe (s'il n'en a pas). Alors les syllabes fortes de chacun des autres pieds ont un second accent tonique. Par exemple: ni-ˡbi, ˡsì-ˈbi, mi-ˡki-ˈzi, ˡnà-no-ˈmi-da-ˈna.

## Dialectologie
L'idiome algonquin est divisé en deux sous-dialectes: l'algonquin du nord et l'algonquin du sud. L'algonquin du nord parlé à Kitcisakik, Lac-Simon, Winneway, Pikogan et Timiskaming et l'algonquin du sud est parlé à Kebaowek, Hunter's Point et Lac-Rapide. Les habitants de Kitigan Zibi ne sont pas considérés comme des locuteurs de l'algonquin, mais comme des locuteurs de l'ojibwé de l'Est.

## Particularités et usages coutumiers

### À propos de la langue
Au XVIIe siècle, lorsque les Européens sont arrivés en Amérique du Nord, les autochtones en général étaient peu considérés par les visiteurs. On les appelait des « sauvages » et plusieurs missionnaires prirent à cœur la mission d'évangéliser et d'éduquer les autochtones pour les initier à leur propre culture, qu'ils considéraient supérieure. Parmi eux, on retrouve le Père Louis Nicolas, qui écrivait dans la préface de sa Grammaire de la langue des Algonquins, peuples septentrionaux de l'Amérique :

« Estant arrivé de l'Ancienne France dans les Indes, je m'estois persuadé qu'en quittant toute la délicatesse des Grecs, l’éloquance des Latins, la gravité des Espagnols, la gentillesse des Italiens et la politesse des François, j'avois dit adieu à toutes les belles sciences et qu'il ne me falloit désormais plus penser qu'à m'attacher à une langue la plus barbare du monde, et qu'au lieu que j'estois parmi des gens policés dans nostre Europe, je devois désormais converser avec des nations qui n'avoient rien d'humain et qui n'estoient point retenues par aucune loys, ny divines, ny humaines.[…] Il faut que j'avvoue que j'ay esté dans le dernier estonnement lorsque, après une estude recherché de plusieurs années, j'ay descouvert tous les secrets d'une des plus belles langues de l'univers. (sic) »

— Père Louis Nicolas
Tel qu'illustré plus haut, celui qui se met à étudier attentivement l'algonquin se rend rapidement compte de la beauté et la complexité de cette langue. Avec un vocabulaire de base assez limité, le locuteur algonquien maîtrise l'art de combiner des mots pour en former des nouveaux et exprimer sa pensée avec plus de justesse.
Ex : 
- -OTei (cœur) + MiNAN (baie) = fraise
- -TCOTCOCi (sein) + APO (vient de APOPi, jus-bouillon) = lait
- AiAMie (prier) + MiKi8AM (maison) = église

C'est ainsi qu'il est fréquent de retrouver des mots formés de plusieurs autres mots pour exprimer un concept qui est décrit par un seul mot en français : 
Ex : MACKiKi8iNNiMiKi8AM = Clinique

MACKiKi (médicament) + 8iNNi (homme) + MiKi8AM (maison): = « la maison de l'homme aux médicaments »
Étant avant tout une langue de transmission orale, l'algonquin permet une grande flexibilité dans le vocabulaire de chaque orateur individuel. Cela peut mener à plusieurs appellations pour une même choses, selon les habitudes des communautés locales.
Ex : #1 : Au Québec, les algonquins appellent un cheval « PePeCiKOKACK8e », ce qui signifie, « Celui qui n'a qu'un ongle chacun », en faisant référence au sabot uni de chaque pied d'un cheval. Dans l'Ouest, les Cris, qui parlent une langue proche du dialecte algonquien d'ici appellent un cheval « KiTCiANiMOC », ce qui signifie : « Grand chien ».
Ex : #2 : À Pikogan, un carotte se nomme « OKATAK », faisant référence à la forme allongée de ce légume. Or, à Kitcisaakik, une communauté quelques centaines de kilomètres plus loin, les aînés appellent les carottes du « 8APOSMiNCi » , c'est-à-dire de la nourriture de lièvre.
On peut ainsi entrevoir la difficulté pour quiconque voudrait fabriquer un dictionnaire normatif pour cette langue. Il faudrait pouvoir tenir compte des multiples variantes dans les diverses communautés qui parlent l'algonquin, puisqu'il n'y a pas de dialecte directeur. La chose peut aussi être compliquée par le fait que plusieurs mots de même source ne sont pas dits de la même façon entre différentes familles d'une même communauté.
Ex :
Bouillon peut se dire « APOPi » dans une famille et « NAPOPi » dans une autre d'un même village.

### À propos de l'évolution de l'alphabet
Ce sont les missionnaires européens qui ont, les premiers, inventé un alphabet pour mettre par écrit le parler algonquin.
Ils ont choisi à l'époque d'utiliser un alphabet simple qui permet à ceux qui parlent couramment la langue d'écrire rapidement ce qu'ils veulent dire. Les lettres utilisées dans cet alphabet simplifié sont: A-C-e-i-K-M-N (ou^)-O-P-S-T-8, avec les particularités de prononciation décrites plus bas.
- Le C peut aussi bien représenter le son SH (comme dans CONiA,argent)ou le son J (comme dans iCA,aller).
- Le K peut aussi bien représenter le son K (comme KACKiTON,capable) ou le son G (comme AKiTASO,compter).
- Le P peut aussi bien représenter le son P (comme dans PiTON, Donne-moi)ou le son B (comme dans NiPA, dormir)
- Le S peut aussi bien représenter le son S (comme dans le mot SAKiMe,maringouin)ou le son Z (comme dans le mot OSiT,pied).
- Le T peut aussi bien représenter le son T (comme dans le mot TeP8e,vérité) ou le son D ( comme dans le mot TAKAiA,il fait froid)

L'alphabet traditionnel a l'avantage de rendre facile la tâche d’épeler un mot en algonquin. Il a cependant le désavantage de ne pas refléter réellement les sons dans la langue parlée. Cela rend la lecture et l'apprentissage de l'algonquin plus difficile pour ceux qui ne l'entendent pas parler régulièrement autour d'eux. En effet, la génération des moins de 30 ans parle actuellement très peu l'algonquin. Seuls des cours élémentaires d'algonquin langue seconde sont actuellement enseignés dans les écoles des communautés algonquiennes au Québec.
Cette perte de la langue découle en grande partie du phénomène des pensionnats. Depuis que la scolarisation est devenue obligatoire au Québec, en 1943, des mesures avaient été entreprises dans les années 1950 pour enlever les enfants autochtones, qui vivaient encore dans le bois, et les envoyer dans des pensionnats. Un programme d'immersion française/anglaise leur était appliqué, où le simple fait de dire un mot dans sa langue pouvait entraîner des représailles.
C'est ainsi qu'une génération complète a été élevée loin de ceux qui parlent leur langue et vivent selon les valeurs de leur culture ancestrale. Les jeunes se sont mis à parler entre eux la langue de leur école, et ils ont éventuellement commencé à élever leurs enfants en français (ou en anglais dans les régions de Rapid Lake et Kitigan Zibi).  
Aujourd'hui, l'algonquien qui veut parler sa langue doit faire l'effort de l'apprendre dans des cours de langue seconde, ou au contact des aînés dans son entourage immédiat. Les jeunes apprennent souvent une version francisée de leur alphabet et de leur langue. Ainsi, dans certaines communautés, on retrouve des mots algonquins francisés comme : « Mama » (maman) au lieu de « TCOTCO », ou bien « patak » (patate) au lieu de « Opi^i ».
Les gens du Lac Simon et de Kitigan Zibi utilisent un alphabet phonétique pour communiquer par écrit. Ainsi, au lieu d'écrire « AKOSiMiKi8AM » (hôpital), tel qu'écrit avec l'alphabet traditionnel, ils écrivent « Âkozi mîgiwâm », pour favoriser une prononciation juste du mot tel que lu par un apprenant de l'algonquin à partir d'une autre langue.
On estime que, au Canada, toutes nations confondues, seulement 1 autochtone sur 5 parle sa langue aujourd'hui. L'algonquien n'est donc pas seul à oublier sa langue. Malheureusement, avec la perte de l'algonquin, qui est une langue reconnue pour être riche en images, c'est une grande partie du savoir du peuple A^iCi^APe qui tombe peu à peu dans l'oubli.

### À propos du mot «merci»
Le droit de propriété n'existe pas chez les Algonquins, mis à part les objets personnels et religieux. Donc si un orignal était tué, la peau tannée par la suite était donnée aux plus nécessiteux. Cela ne s'appelait pas de la charité mais plutôt du partage et la joie la plus grande pour un Algonquin est de pouvoir « donner ». Par conséquent le mot « merci » ne sert pas à celui qui reçoit la peau de l'orignal, mais à celui qui le donne à condition que le receveur l'accepte.[réf. nécessaire]

## Grammaire
La grammaire algonquine comprend neuf parties.

### Nom

#### Classement des noms
Les substantifs se classent selon que le sujet est du genre animé ou inanimé. 
- Le genre animé concerne toutes les vies animales ou ce qui a de l'importance aux yeux des Algonquins. Quelques exemples : un homme, un orignal, des arbres, certains fruits, le tonnerre, la glace, la neige, les astres, les peaux, les pipes[3].
- Le genre inanimé est tout ce qui n'a pas de vie et peu d'importance aux yeux des Algonquins. Quelques exemples : un avion, un château, un canon. Un arc et un aviron ont le privilège de faire partie du premier genre.

#### Nombre dans les noms
Les substantifs ont trois nombres soit le singulier, le pluriel exclusif et le pluriel inclusif 
- Pluriel exclusif dont le substantif se rapporte à la première et la troisième personne et exclut la deuxième personne.

- Notre wigwam (à lui et à moi)
- Pluriel inclusif dont le substantif se rapporte à la deuxième personne et inclut la première ou la troisième personne

- Notre wigwam (à vous et à nous / à vous et à eux)

#### Différents cas dans les noms
- Le nominatif, égale au sujet en français,
- Le vocatif est le nom qui désigne la personne à qui l’on s’adresse est dans le cas d'un substantif au singulier toujours le même mais au pluriel, il se termine par tok, otok, itok.
- L'obviation est un système pronominal qui utilise les distinctions classiques. Trois personnes obviative, deux nombres (singulier, pluriel), la distinction entre animé et inanimé, et deux types de 1re personne du pluriel (inclusive et exclusive).

| Vocatif singulier | Vocatif pluriel | Français    |
| ----------------- | --------------- | ----------- |
| ockinawe          | ockinawetok     | jeune homme |
| amik              | amikotok        | castor      |
| monz              | monzotok        | orignal     |
| nidjanis          | nidjanisitok    | enfant      |

La troisième personne obviative est un raffinement qui s'applique à une personne qui ne constitue pas le centre d'intérêt principal. Quand deux personnes ou plus sont concernées par une expression, l'une d'entre elles prend l'état obviatif. S'il s'agit d'un nom d'animal, il sera complété par un suffixe obviatif, habituellement -n, -an ou -on s'il est terminé par une voyelle, par g, k, z ou une autre consonne. Les verbes enregistrent toujours la présence des participants obviatifs, même s'ils ne sont pas présents dans la phrase en tant que noms.
Exemple: « Jean aime Marie, le fils de Steve » où Jean et Steve au nominatif et Marie et fils à l'obviatif.
- Le surobviatif est la rencontre de trois troisièmes personnes et marqué par -ni, -oni, -ini suivant la terminaison du substantif.
- Le possessif est un cas d'un adjectif possessif joint d'un substantif qui décline ou se conjugue

ni : mon, ma, mes, notre, nos ; ki : ton, ta, tes, vos, votre et notre, nos inclusif ; o, wi : son, sa, ses, leur, leurs
- Le locatif est un cas exprimant la localisation dans l'espace comme les prépositions en français « à », « de », « en », « dans » et « sur ». On ajoute au substantif -ng, -ing ou -ong mais il est ajouté en fonction de la signification du verbe.

| Substantif | Français  | Locatif | Français          | Possessif | Français     |
| ---------- | --------- | ------- | ----------------- | --------- | ------------ |
| nipi       | eau       | niping  | dans l'eau        | wi nipim  | son eau      |
| akik       | chaudière | akikong | dans la chaudière | ki akikom | ta chaudière |
| asin       | pierre    | asining | sur la pierre     | ni asinim | ma pierre    |

Lorsque les prépositions sont formées de composés détachés, on les appelle des locutions prépositives: « À cause de », « à côté de », « à cause de », « ainsi que » et autres et se rendent en faisant accompagner le verbe du substantif mis au locatif (être habillé en homme; vivre en animal).
- Le détérioratif se forme avec l'ajout de c, oc ou ic suivant la terminaison du substantif.
- L'ultra-détérioratif se forme avec l'ajout de ic au détérioratif.
- Le diminutif

| Substantif  | Français | Détérioratif  | Ultra-détérioratif | Détérioratif (Ultra-détérioratif) |
| ----------- | -------- | ------------- | ------------------ | --------------------------------- |
| nipi        | eau      | nipic         | nipicic            | (très) méchante eau               |
| amik        | castor   | amikoc        | amikocic           | (très) méchant castor             |
| tesapiwagan | siège    | tesapiwaganic | tesapiwaganicic    | siège (vraiment) bon à rien       |

- L'investigatif ou outil interrogatif est une catégorie de mot-outil servant à marquer une phrase interrogative. En effet, le substantif est précédé de nen au singulier ou nenak pour le pluriel et qui correspondent aux particules interrogatives « qui, quel, quelle, quels, quelles ».
- Le dubitatif, ou le doute dans une conversation, se formule par l'ajout de tok au substantif : makwa, makwatok: ours, c'est peut-être un ours
- Le passé éloigné exprime une personne ou une chose d'une époque antérieure ou inconnue ou n'est pas contemporaine (zapiegoban : le Xavier d'autrefois, que je n'ai jamais connu, dont j'ai perdu le souvenir). On ajoute -goban à la terminaison du nom.
- Le passé prochain exprime une personne ou une chose qui n'existe plus (zapieban : le défunt Xavier) ou n'a plus de rapport avec nous (ni mokomaniban : mon couteau d'autrefois). On ajoute -ban à la terminaison du nom.

### Adjectif
L'algonquin possède cinq sortes d'adjectifs.

#### Le qualificatif
Il y a très peu d'adjectifs qualificatifs et en voici la liste à peu près complète. Le faible nombre d'adjectifs qualificatifs est compensé par une quantité prodigieuse de verbes.
| Algonquin    | Français               | Algonquin | Français                   |
| ------------ | ---------------------- | --------- | -------------------------- |
| mino         | bon                    | maia      | principal                  |
| matci        | mauvais                | maiak     | étranger                   |
| mici         | gros                   | maiata    | blâmable                   |
| kitci / kije | grand                  | ocki      | neuf                       |
| kwenate      | joli                   | kete      | ancien                     |
| inin         | vrai ou par excellence | picicik   | sec ou pur ou sans mélange |
| nicike       | Seul                   |           |                            |

#### Indéfini
Les adjectifs indéfinis sont neningo / mecagwan chaque ; kotak autre ; kakina tout, toute, tous, toutes ; nibina quelques.

#### Numéral
L'adjectif numéral est double comme en français, avec l'ordinal qui exprime un ordre, un classement et le cardinal qui exprime une quantité.
L'adjectif cardinal est originairement composé de sept mots racines. En fait ce sont les cinq doigts de la main qui sont à la base du calcul. Les cinq premiers mot ningot, nijo, niso, neo, nano proviennent la même racine du mot nindj qui signifie « main ». Tous les autres nombres sont composés de ces racines.
| Algonquin | Français | Algonquin    | Français  | Suivi d'un nom de mesure Mois, jours, été...etc | Exemple                                                                      |
| --------- | -------- | ------------ | --------- | ----------------------------------------------- | ---------------------------------------------------------------------------- |
| péjik     | un       | nitam        | premier   | ningot / ningoto ou ningo                       | Ni nitamicin, ni pejik / Je suis premier, je suis seul                       |
| nijin     | deux     | eko nijin    | deuxième  | nijo                                            | Nijimin / Nous sommes deux                                                   |
| niswé     | trois    | eko niswé    | troisième | niso                                            | Nisȣi anicinabek, nisominak ȣabiminak / Trois hommes, trois pommes           |
| niwin     | quatre   | eko niwin    | quatrième | neo                                             | Neȣinanaban, tagon eko neȣing / Nous étions quatre, c'est la quatrième chose |
| nànan     | cinq     | eko nànan    | cinquième | nano                                            | Nanan kikinoamageȣininiȣak, nano pipon / Cinq professeurs, cinq ans          |
| cangaswé  | neuf     | eko cangaswé | neuvième  | cangaso                                         |                                                                              |
| mitaswé   | dix      | eko mitaswé  | dixième   | mitaso                                          |                                                                              |

Pour les chiffres 6 (1+5) nigotdaswé; 7 (2+5) nijwaswé; 8 nianiniwin. On a ajouté -daswé aux racines de 1 (nigot), 2 (nijin). Suivi d'un nom de mesure, -daswé se change en aso.
De 11 à 19, on compte comme ceci : 15 = dix avec cinq = mitaswé acitc nanan ou mitaso (nom de mesure) acitc nanan.
20 est nijotana soit la contraction de nijin et mitana soit « deux dizaines ».
De 30 à 100, on continue à compter en dizaine, soit 30 (nisomitana), 40 (nimitano), 50 (nano mitana), 60 (ningotwaso mitana) ... etc 100 (mitaso mitana).
De 200 à 1000, on dit 200, deux fois dix dizaines soit nijin mitaso mitana.
Pour 1000, on dit « la grande dizaine de dizaines » soit kitci mitaso mitana. Mais l'utilisation de « mille » en français est plus courante et a donné une forme algonquine avec min. Donc il est plus facile de dire 100 000 avec mitaso mitana min.
Exemple 1868 : ningotin kitci mitaso mitana acitc nicȣasin mitaso mitana acitc ningotȣaso mitana acitc nicȣasȣi.

### Pronoms
Il existe six sous-catégories de pronoms comparées à huit sous-catégories en français. Il n'y a pas de pronom numéral et quantitatif en algonquin.
- les pronoms personnels sont de deux sortes et soit une catégorie de pronom servant à désigner les trois types de personnes grammaticales (je, tu, il), soit des pronoms personnels isolées qui sont séparés du verbe par un préfixe et agissent parfois comme des pronoms possessifs.
  - ni' : je, nous, mon, ma, mes, notre, nos.
  - ki : tu, vous, ton, ta, tes, votre, vos et nous, notre nos sont inclusifs.
  - o, ot, we : son, sa, il, ils, elle, elles.

| chìmàn   | un bateau  |
| nichìmàn | mon bateau |
| kichìmàn | ton bateau |
| ochìmàn  | son bateau |

- Pronom possessif
  - min : moi, le mien, la mienne, les miennes, les miens.
  - kin : toi, le tien, la tienne, les tiens, les tiennes.
  - win : lui, elle, le sien, la sienne, les siens, les siennes.
  - ninawint : nous autres, le nôtre, la nôtre, les nôtres.
  - kinawint : nous autres (inclusif), le nôtre, la nôtre, les nôtres.
  - kinawa : vous autres, le vôtre, la vôtre, les vôtres.
  - winawa : neux, elles, le leur, les leurs
- Pronom démonstratif sont utilisés comme pronoms et adjectifs selon le genre animé ou inanimé.

- Animé :
  - aam : celui-ci, celle-ci.
  - iaam : celui-là, celle-là.
  - okom : ceux-ci, celles-ci.
- Inanimé : 
  - oom : celui-ci, celle-ci, ceci.
  - iim : celui-là, celle-là.
  - onom : ceux-ci, celles-ci.
  - inim : ceux-là, celles-là.

Dans les expressions suivantes, le pronom démonstratif est toujours employé avec ou sans le nom: ces hommes-ci, ceux-ci, cette ferme-là, cela.
- Pronom indéfini qui représentent un élément (soit de nature textuelle ou phrastique, soit de nature référentielle) au caractère incertain, imprécis, vague. Ils ressemblent aux adjectifs du même nom.
  - awiia, awiiak : quelqu'un.
  - keko : quelque chose.
  - awekwen : quiconque.
  - wekotokwen : n'importe quoi.
  - nibina : beaucoup.
  - nanint : quelques-uns.
  - kakina : tous, toutes, tout.
  - pejik : l'un.
  - kotak : l'autre.
  - pepejik : un à un, un à chacun.

- Pronom relatif qui est simplement ka et qui correspond à : qui, que, lequel, laquelle, lesquels, lesquelles, duquel, desquels, desquelles et dont.
- Pronom interrogatif est une variété d'outil interrogatif. Il s'agit principalement des pronoms « quel » (ainsi que ses flexions « quelle, quels, quelles »), « lequel » (ainsi que ses flexions « laquelle, auquel, duquel... »), « qui, que, quoi » et « où ». Ils sont comme des démonstratifs, en même temps pronoms et adjectifs.

- au singulier : 
  - awenen : qui, quel, quelle, lequel, laquelle pour le genre animé
  - wekonen : quoi, quel, quelle, lequel, laquelle pour le genre inanimé.
- Au pluriel :
  - awenenak : qui, quels, quelles, lesquels, lesquelles pour le genre animé.
  - wekonenan : quels, quelles, lesquels, lesquelles pour le genre inanimé.
- Le dubitatif :
  - awekwenitok : qui?
  - wekotokwenitok : quoi?

## Comparaison linguistiques

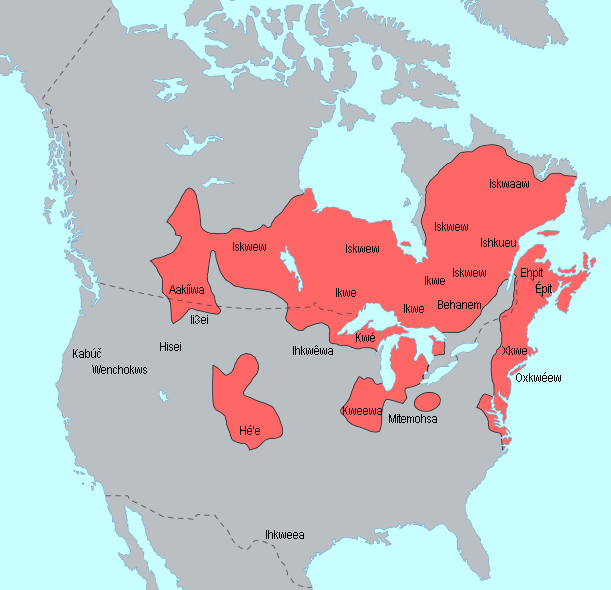
Le mot Femme dans différentes langues algonquiennes

Voici quelques comparaisons entre l'ojibwé, l'outaouais et l'algonquin. Ces trois dialectes sont contigus.
| Français | Algonquin        | Outaouais       | Ojibwé           |
| -------- | ---------------- | --------------- | ---------------- |
| Blanc    | Wàbà             | Waabshki        | Waabishki        |
| Partir   | Màdjà ou Nagadàn | Maajaa ou Ngazh | Maajaa ou Nagazh |
| Un       | Pejig            | Bezhig          | Bezhig           |
| Lune     | Tibik-kìzis      | Dbik-Giizis     | Dibik-Giizis     |
| Noir     | Makadewà         | Mkade           | Makade           |

Comparaison avec d'autres langues algonquiennes
| Langue | Français    | Abénaqui  | Unami (lénape) | Malécite | Micmac     | Munsee  |
| Mot    | Femme       | Behanem   | Xkwe           | Ehpit    | Épit       | Oxkwéew |
| Langue | Atikamekw   | Cri       | Miami-illinois | Kickapoo | Innu-aimun | Naskapi |
| Mot    | Iskwew      | Iskwew    | Mitemohsa      | Ihkweea  | Ishkueu    | Iskwaaw |
| Langue | Algonquin   | Ojibwé    | Potawatomi     | Sauk     | Shawnee    | Arapaho |
| Mot    | Ikwe        | Ikwe      | Kwé            | Ihkwêwa  | Kweewa     | Hisei   |
| Langue | Gros-Ventre | Pied-noir | Cheyenne       | Wiyot    | Yurok      |         |
| Mot    | Ii3ei       | Aakííwa   | Hé'e           | Kabúč    | Wenchokws  |         |